# NGC 599
NGC 599 est une galaxie lenticulaire située dans la constellation de la Baleine. NGC 599 a été découverte par l'astronome germano-britannique William Herschel en 1785.

## Caractéristiques
Sa vitesse par rapport au fond diffus cosmologique est de 5 242 ± 29 km/s, ce qui correspond à une distance de Hubble de 77,3 ± 5,4 Mpc (∼252 millions d'al).
À ce jour, une mesure non basée sur le décalage vers le rouge (redshift) donne une distance d'environ 63,700 Mpc (∼208 millions d'al). Cette valeur est à l'extérieur des valeurs de la distance de Hubble.
NGC 599 est une galaxie active (AGN). Wolfgang Steinicke indique aussi la désignation MK 1000 sur son site, mais c'est probablement une erreur. C'est la galaxie NGC 601 qui est désignée par MK 1000.
En raison d'une brillance de surface égale à 14,05 mag/am2, on peut qualifier NGC 599 de galaxie à faible brillance de surface (LSB en anglais pour low surface brightness). Les galaxies LSB sont des galaxies diffuses (D) avec une brillance de surface inférieure de moins d'une magnitude à celle du ciel nocturne ambiant.

## Supernova
La supernova SN 2010gz a été découverte dans NGC 599 le 16 août 2010 par l'astronome amateur japonais Masaki Tsuboi, président de la Société astronomique d'Hiroshima. Cette supernova était de type Ia.